# Agnès Laury
Pour les articles homonymes, voir Laury.
Agnès Laury, de son vrai nom Nicole Marsane, est une actrice française née à Lyon en 1927.

## Biographie
La carrière d'Agnès Laury au cinéma s'est déroulée sur seulement une dizaine d'années. L'actrice a connu un début de notoriété grâce à ses rôles dans Le Cercle infernal de Henry Hathaway - aux côtés de Kirk Douglas et Bella Darvi -, Nina de Jean Boyer, et La Bête à l'affût de Pierre Chenal. Elle disparaît ensuite des écrans.
Dans Cent portraits sans retouche, François Chalais rappelle que lors du festival de Cannes en 1946, « un jury composé de Michèle Morgan, d'Édith Piaf, d'Annie Ducaux, de Jean Cocteau, de Jean-Gabriel Domergue, élit la première Miss Festival de l'histoire, la blonde platinée Agnès Laury, que couve le regard sombre de Marcel Dalio ».

## Filmographie
- 1948 : Erreur judiciaire de Maurice de Canonge
- 1949 : Scandale aux Champs-Élysées de Roger Blanc : Monique
- 1949 : Mademoiselle de La Ferté de Roger Dallier : Marie-Lise
- 1950 : Miquette et sa mère de Henri-Georges Clouzot : Hermance
- 1950 : Porte d'Orient de Jacques Daroy
- 1952 : Les Neiges du Kilimandjaro de Henry King : Margot[4]
- 1954 : Après vous, duchesse de Robert de Nesle
- 1955 : Le Cercle infernal de Henry Hathaway : Toni
- 1959 : Nina de Jean Boyer : Cécile Redon-Namur
- 1959 : La Bête à l'affût de Pierre Chenal : Agnès Le Guen